# Manilkara multifida
Manilkara multifida là một loài thực vật thuộc họ Sapotaceae. Đây là loài đặc hữu của Brasil, hiện đang bị đe dọa vì mất môi trường sống.